# Pato Fu
Pato Fu es un grupo brasileño de Belo Horizonte, Minas Gerais. La banda fue formada por su cantante Fernanda Takai, el guitarrista John Ulhôa y el bajista Ricardo Koctus, en 1992. Su baterista, Xande Tamietti, se unió en 1996, y Lulu Camargo lo hizo en 2005.

## Historia
Su primer álbum, Rotomusic de liquidificapum, fue lanzado en 1993, seguido, desde entonces, por ocho discos más: Gol de quem? (1995), Tem mas acabou (1996), Televisão de cachorro(1998), Isopor (1999), Ruido rosa (2000), MTV ao Vivo: No Museu de Arte da Pampulha (2002), Toda cura para todo mal (2005), y Daqui pro futuro (2007). La popularidad de la banda comenzó a crecer junto con la de otros grupos de Belo Horizonte, Jota Quest y Skank. El estilo del grupo es pop-rock, pero usa frecuentemente elementos de música electrónica. 
El nombre de la banda proviene de un cómic de Garfield. Garfield atacó al cartero con sus técnicas de "Cat Fu". A la banda le gustó el juego de palabras, pero decidió cambiar Gato (cat) por Pato. La expresión ya había aparecido previamente en la traducción brasileña de la película Howard the Duck; donde Howard dice que sabe "Pato Fu" (Quak Fu en el original).
Pato Fu celebró sus 10 años en 2003 con el lanzamiento de MTV ao Vivo: No Museu de Arte da Pampulha, un disco en vivo con muchas de sus canciones más conocidas.

## Miembros

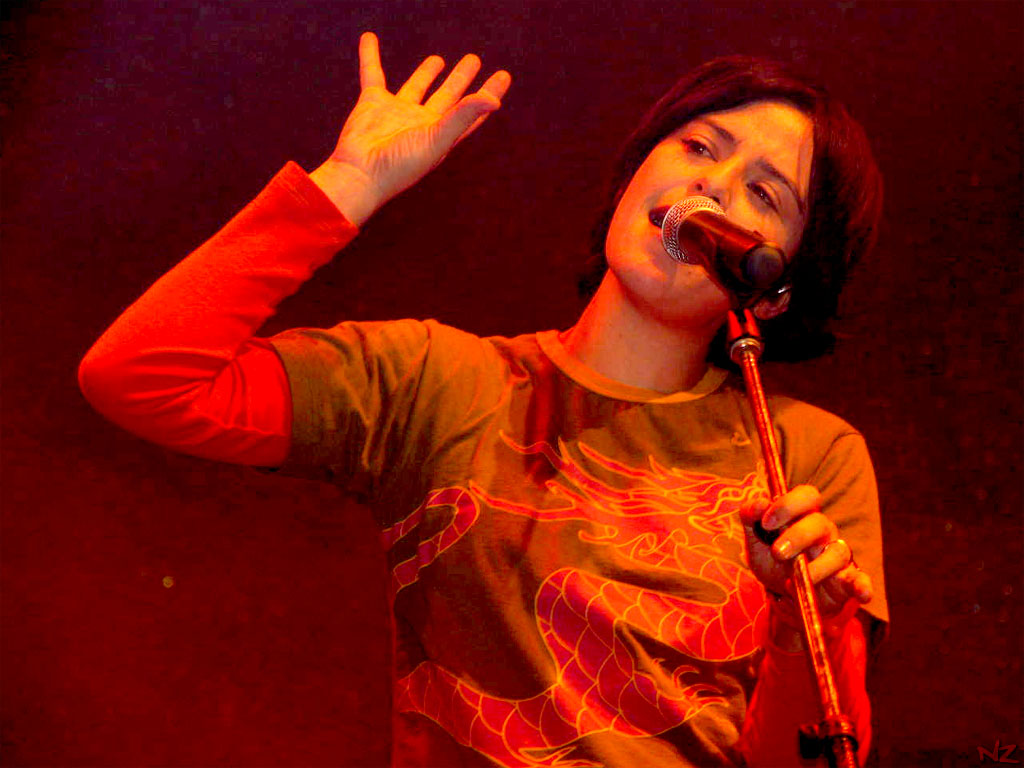
Fernanda Takai vocalista de la banda.

- Fernanda Takai - guitarrista y cantante
- John Ulhôa - guitarrista y cantante
- Ricardo Koctus- bajista y cantante
- Xande Tamietti - baterista
- Lulu Camargo - teclista

## Discografía

### Álbumes
- Rotomusic de Liquidificapum (1993)
- Gol de Quem? (1994)
- Tem Mas Acabou (1996)
- Televisão de Cachorro 1998)
- Isopor (1999)
- Ruído Rosa (2001)
- MTV ao Vivo no Museu de Arte da Pampulha (2002)
- Toda Cura Para Todo Mal (2005)
- Daqui Pro Futuro (2007)

### DVD
- MTV Ao Vivo - No Museu de Arte da Pampulha (2002)
- Video Clipes (2004)

### Sencillos
- Sobre o Tempo (de Gol de Quem?)
- Pinga (de Tem Mas Acabou; una canción sobre alcoholismo: el nombre del tema hace referencia a la bebida brasileña, cachaça).
- Canção pra Você Viver Mais (de Televisão de Cachorro; un tributo al padre de Takai).
- Antes Que Seja Tarde (de Televisão de Cachorro).
- Made in Japan (de Isopor; una canción cantada casi por completo en japonés. Fue escrita en Portugués por John y traducida por un profesor de Japonés. Su videoclip es un tributo a las películas de ciencia ficción antiguas y una sátira contra la invasión cultural norteamericana y ganó un premio VMA). El estribillo del tema es de la canción Mah Nà Mah Nà.
- Depois (de Isopor)
- Perdendo Dentes (de Isopor)
- Eu (de Ruído Rosa; a tribute to Theremín)
- Ando Meio Desligado (de Ruído Rosa; Os Mutantes cover)
- Por Perto (de MTV ao Vivo)
- Uh Uh Uh, Lá Lá Lá, Ié Ié! (de Toda Cura para Todo Mal)
- Sorte e Azar (de Toda Cura para Todo Mal)
- Anormal (de Toda Cura para Todo Mal)